# 比奈多乃神社
比奈多乃神社（ひなたのじんじゃ、英語: Hinatano Jinja）は、静岡県掛川市の神社である。古代社格制度における社格は式内小社。近代社格制度における社格は村社。かつては天馬駒神社（てんぱくじんじゃ、英語: Tempaku Jinja）とも呼ばれた。

## 概要
静岡県掛川市上土方落合に鎮座する神社である。建比奈鳥命を祀っており、上土方落合の小字である日向ヶ谷の住民を氏子としている。建比奈鳥命は、天穂日命の子神とされており、経津主命とともに国譲りの際に活躍したと伝えられる。延喜式神名帳に式内小社として記載されていた「比奈多乃神社」に比定されている。

## 祭神
- 建比奈鳥命[1]

## 歴史

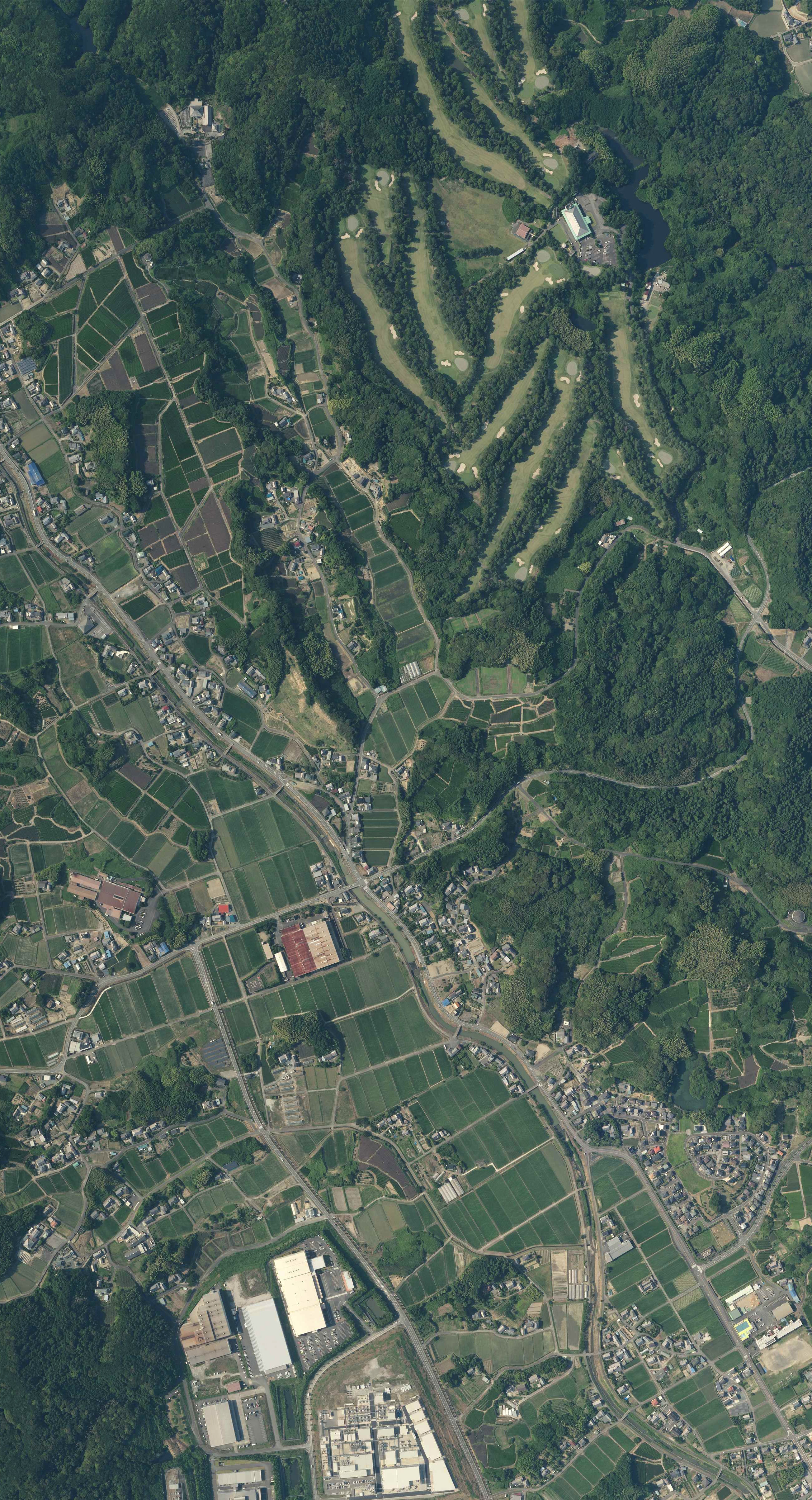
静岡県掛川市上土方落合の航空写真（2020年6月16日）。比奈多乃神社は上土方落合の中央やや北寄りに位置しており、かつて比奈多乃神社の祭祀を担っていた華嚴院は上土方落合の北端に位置している

いつごろ創建されたのかは不明である。しかし、927年（延長5年）に成立した『延喜式』の巻9に、遠江国城飼郡の小社として「奈良神社」と「比奈多乃神社」の2社が記載されていることから、少なくとも創建は927年（延長5年）より古いと推定される。この『延喜式』は格式と呼ばれる平安時代の法典であり、醍醐天皇の命に基づき藤原時平や藤原忠平らにより編纂された。その巻9と巻10に記された神社の一覧がいわゆる「延喜式神名帳」であり、そこに記載された神社は式内社と呼ばれた。
創建以来、遠江国城飼郡落合村の日向ヶ谷の地に鎮座する。中世に入ると「天馬駒神社」と呼ばれたとされる。神仏混淆の世を迎えると、近隣の寺院である華嚴院の鎮守社と位置づけられ、天馬駒神社の祭祀も華嚴院により執り行われるようになる。
明治時代に入ると、1878年（明治11年）に社名を「比奈多乃神社」に戻した。近代社格制度における村社に列せられたことから、1945年（昭和20年）までは行政により祭祀が管理された。

## 式内社に関する考証

### 延喜式

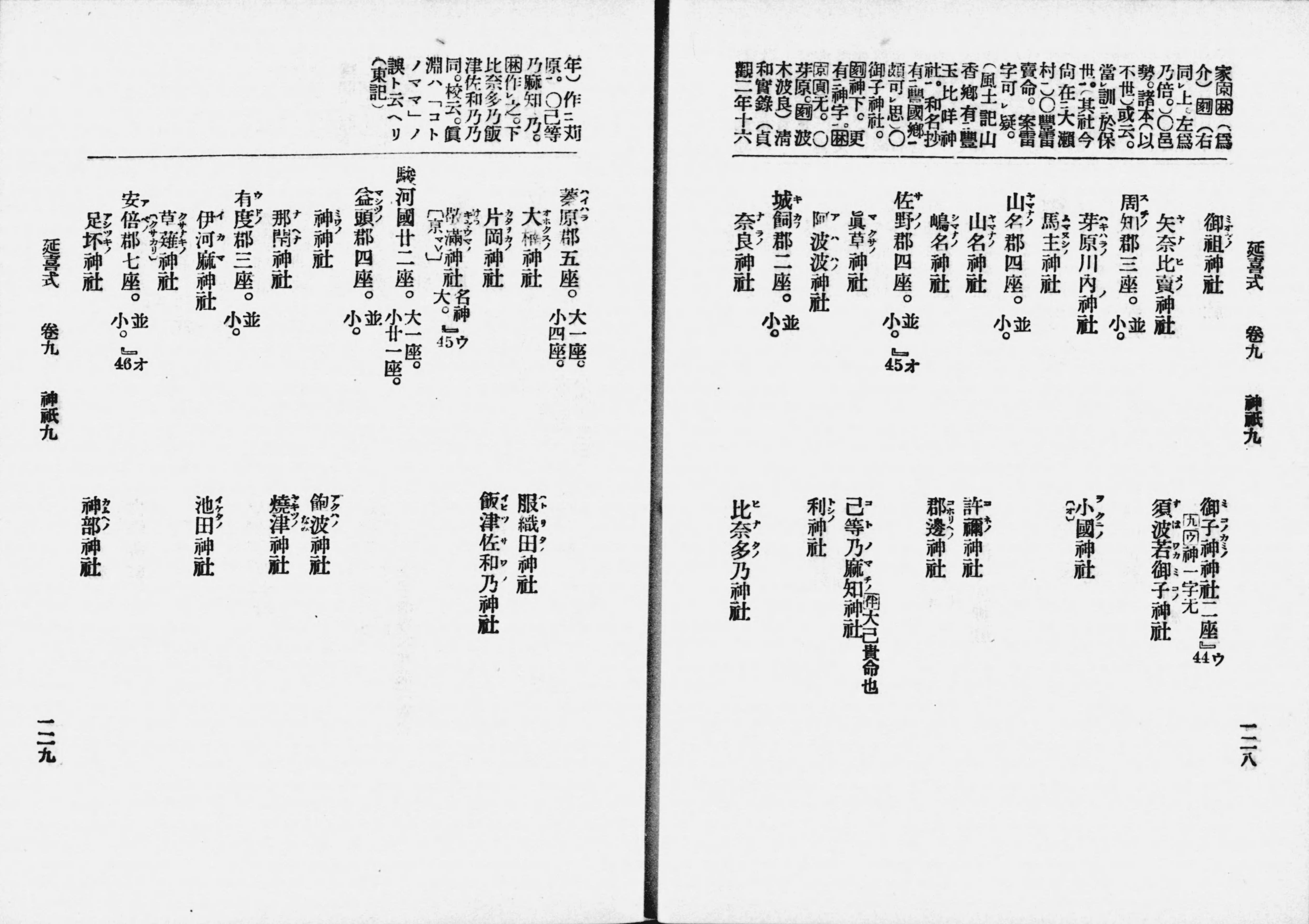
日本古典全集に収録された『延喜式』巻9の「比奈多乃神社」について記されている部分

比奈多乃神社の由緒書きには「延喜式神名帳に登載されている城飼郡（城東郡）二座のうちの一座」と明記されており、比奈多乃神社は延喜式神名帳に記された式内社とされている。ただし、延喜式の成立は平安時代に遡るため、時代の変遷につれて後裔が特定できなくなった式内社も多数存在する。そのため、国学者らによって式内社の後裔を比定する研究が永年にわたって進められており、延喜式神名帳の「比奈多乃神社」の後裔についても度々論じられてきた。

### 神名帳考証

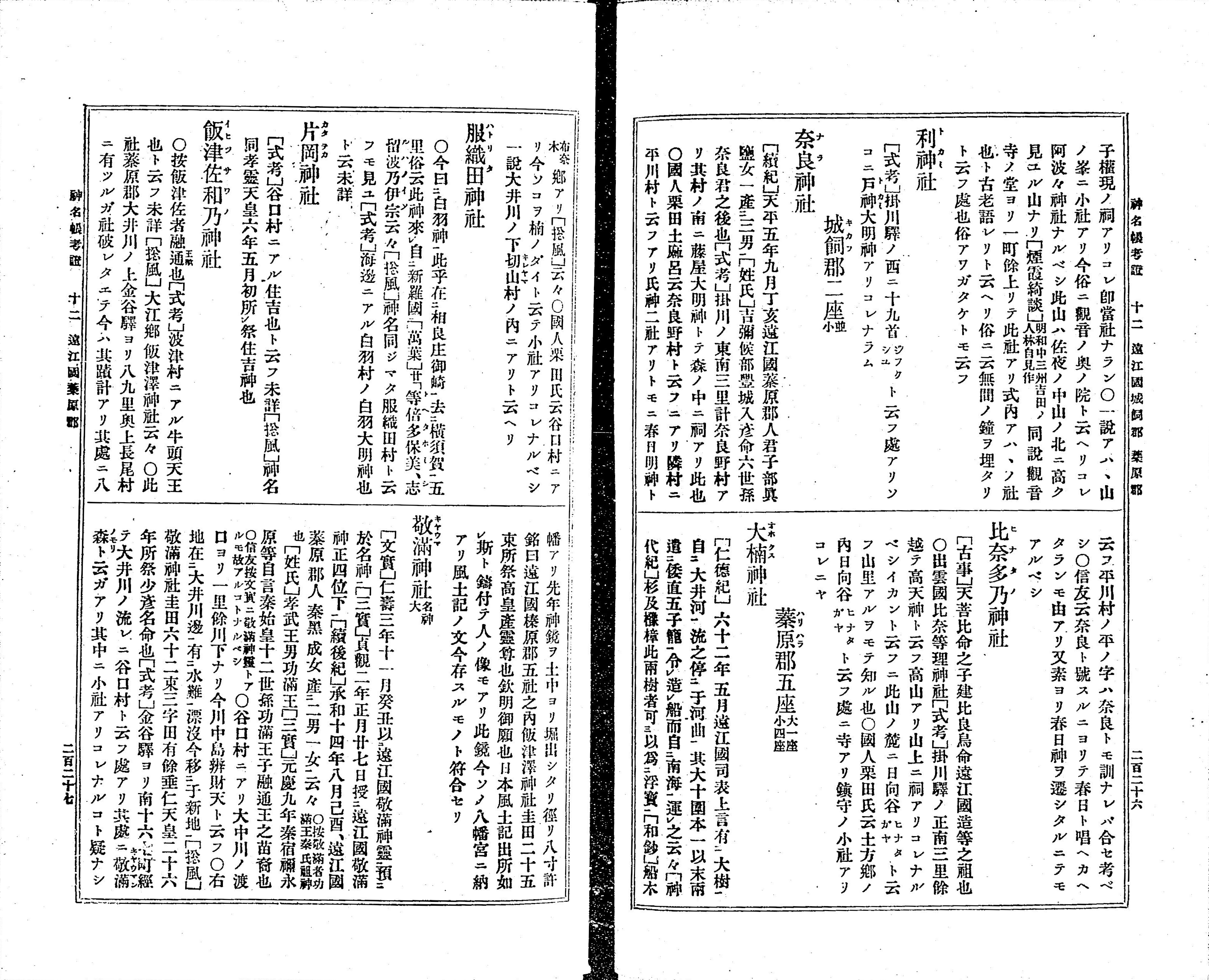
伴信友全集に収録された『神名帳考證』の「比奈多乃神社」について論じている部分

江戸時代の国学者である伴信友は、古社について研究し『神名帳考証』を著した。そのなかで、延喜式神名帳の「比奈多乃神社」についても論じており、その祭神は「天菩比命之子建比良鳥命遠江國造等之祖也」と述べている。そのうえで「掛川驛ノ正南三里餘越テ高天神ト云フ高山アリ山上ニ祠アリコレナルベシ」として、高天神山の山頂に鎮座する高天神社に比定する説を紹介している。根拠については「此山ノ麓ニ日向谷ト云フ山里アルヲモテ知ル也」として、落合村の日向ヶ谷が高天神山の山麓に位置している点を挙げている。その一方で、信友は地元の国学者である栗田土満の説についても紹介している。それによると、土満は「土方鄕ノ內日向谷ト云フ處ニ寺アリ鎭守ノ小社アリコレニヤ」としており、日向ヶ谷にある華嚴院の鎮守社である比奈多乃神社に比定する説を提唱している。
なお、高天神社の祭神は高皇産霊命、天菩比命、菅原道真公の3柱であり、建比良鳥命ではない。一方、上土方落合の比奈多乃神社の祭神は建比奈鳥命であるが、この神は建比良鳥命と同一の神格である。
また、高天神社は静岡県掛川市上土方嶺向に鎮座しており、掛川市上土方落合の比奈多乃神社とは目と鼻の先に位置している。上土方嶺向と上土方落合とは隣同士の大字であり、双方ともかつて浜松県城東郡上土方村に属していたことからもわかるように、同じ生活圏内に含まれている。ただし、上土方落合の比奈多乃神社は日向ヶ谷の氏神であり、上土方落合の日向ヶ谷に立地している。それに対して、高天神社は日向ヶ谷に立地しているわけではなく、あくまで日向ヶ谷の近隣に位置する神社である。

### 神社覈録

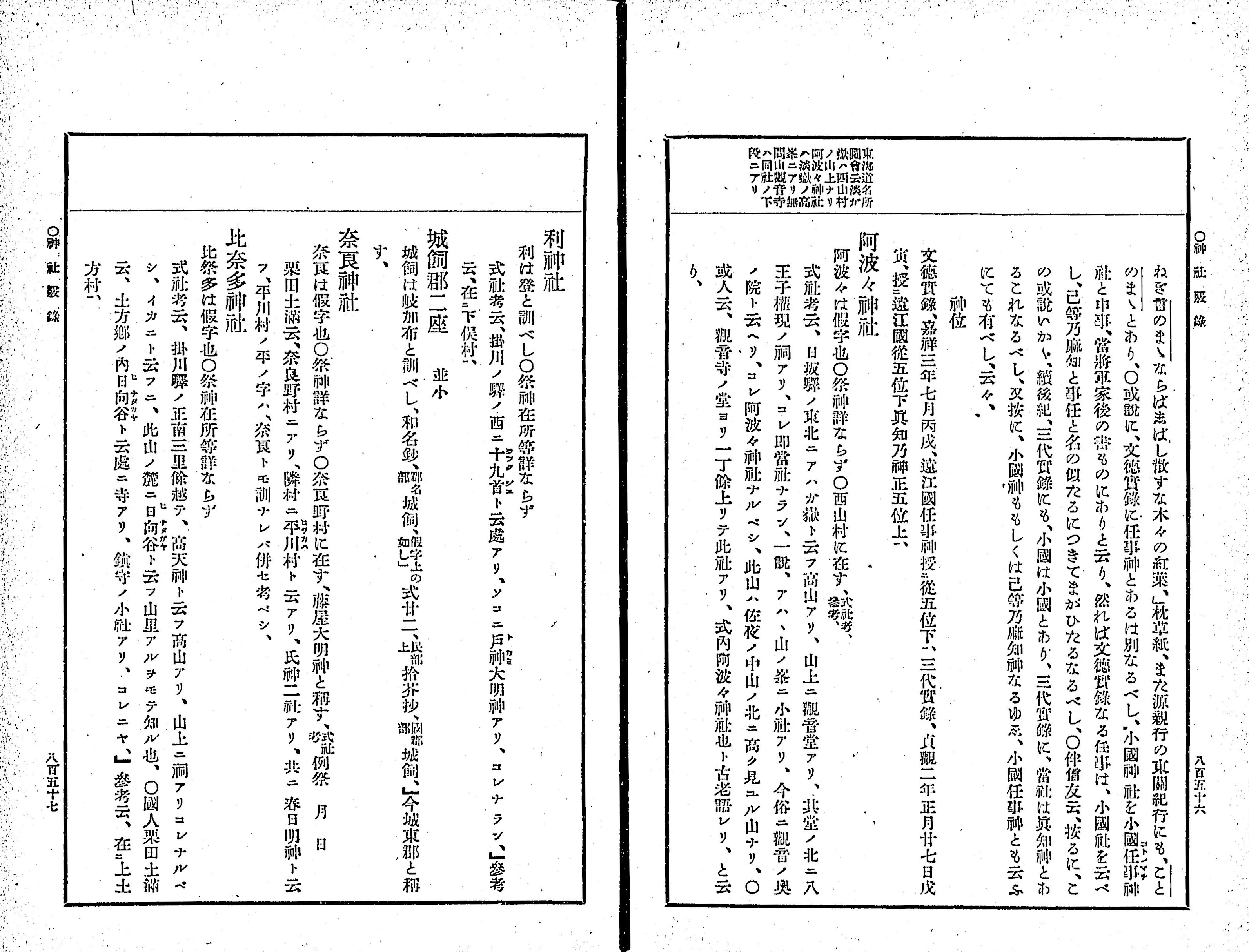
『神社覈録』上編にて「比奈多乃神社」について論じている部分

一方、江戸時代の神職である鈴鹿連胤も、古社について研究し『神社覈録』を著した。そのなかで、延喜式神名帳の「比奈多乃神社」について「祭神在所等詳ならず」と述べており、後裔の神社は既に詳細不明となってしまったとしている。そのうえで「掛川驛ノ正南三里餘越テ、髙天神ト云フ髙山アリ、山上ニ祠アリコレナルベシ」として、高天神社に比定する説を紹介している。その根拠として「此山ノ麓ニ日向谷ト云フ山里アルヲモテ知ル也」として、落合村の日向ヶ谷が高天神山の山麓に位置している点を挙げている。その一方で、連胤は栗田土満の説についても紹介している。それによると、土満は「土方鄕ノ內日向谷ト云處ニ寺アリ、鎭守ノ小社アリ、コレニヤ」としており、日向ヶ谷にある華嚴院の鎮守社である比奈多乃神社に比定する説を提唱している。

### 特選神名牒

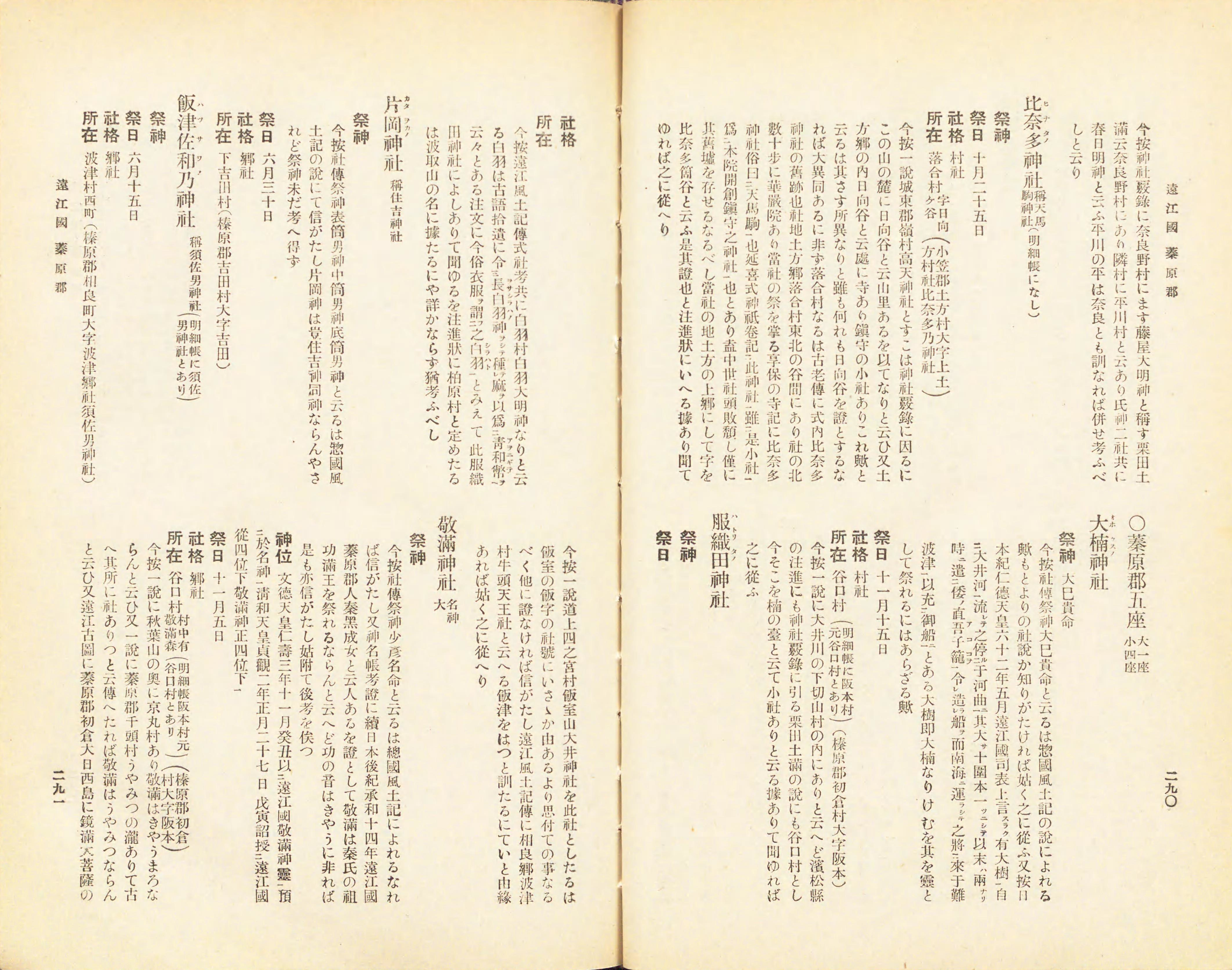
『特選神名牒』にて「比奈多神社」について論じている部分

明治時代になると、中央省庁の一つである教部省においても古社の研究が進み、その成果は『特選神名牒』として刊行された。そのなかで、延喜式神名帳の「比奈多乃神社」については「比奈多神社稱天馬駒神社」と表記したうえで、その所在地について「落合村字日向ケ谷（小笠郡土方村大字上土方村社比奈多乃神社）」とはっきり記され、明確に上土方落合の比奈多乃神社と比定している。その根拠として『神社覈録』を挙げており「土方鄕の內日向谷と云處に寺あり鎭守の小社ありこれ歟」としている。そのうえで「落合村なるは古老傳に式內比奈多神社の舊跡也」と述べており、落合村に式内社が置かれていたとする古老の伝承も根拠として挙げている。さらに、上土方落合の比奈多乃神社の祭祀を担っていた華嚴院の寺記も根拠として挙げている。華嚴院の享保年間の寺記の中に、比奈多神社は俗に天馬駒神社とも呼ばれる式内小社であり華嚴院創建時の鎮守社であるとの記述が見つかった。これらの根拠に基づき、教部省の『特選神名牒』では、延喜式神名帳の「比奈多乃神社」を上土方落合の比奈多乃神社と比定している。なお、高天神社に比定する説については、『特選神名牒』では「城東郡嶺村高天神社とすこは神社覈錄に因るにこの山の麓に日向谷と云山里あるを以てなり」と紹介したうえで「其さす所異なりと雖も何れも日向谷を證とするなれば大異同あるに非ず」と指摘している。
その後は、延喜式神名帳の「比奈多乃神社」の後裔は、一般に上土方落合の比奈多乃神社とされている。たとえば、1936年（昭和11年）に刊行された『靜岡縣史』においては、延喜式神名帳の「比奈多乃神社」について「原所在は小笠郡土方村土方字日向ケ谷」と述べたうえで、その後裔については「現在社は同所の比奈多乃神社」と説明しており、高天神社については全く言及していない。

## 境内
社殿は一間社流造となっている。社殿の周りの木々によって、社叢が形成されている。境内の周辺には水田や茶畑が広がっている。

## 氏子区域
- 静岡県掛川市上土方落合日向ヶ谷

### 註釈
1. ↑  遠江国城飼郡は、平安時代以降は城東郡とも表記されるようになり、近世以降は専ら城東郡と表記される。
2. ↑  遠江国城飼郡落合村は、のちに城東郡に属した。
3. ↑  今日では「神名帳考証」と表記し、出口延経の同名の著作と区別する際には「神名帳考証土代」とも表記されるが、1907年に発行された市島謙吉の『伴信友全集』1巻では「神名帳考證」との表記を用いているため、同書に関する記述はそれに倣った。
4. ↑  浜松県城東郡落合村は、嶺向村、旦付新田と合併し、1875年に上土方村が設置された。
5. ↑  今日では「神社覈録」と表記するのが一般的であるが、1902年に発行された鈴鹿義鯨の『神社覈録』上編では「神社覈録」との表記を用いているため、同書に関する記述はそれに倣った。
6. ↑  今日では「特選神名牒」と表記するのが一般的であるが、1925年に発行された教部省の『特選神名牒』では「特選神名牒」との表記を用いているため、同書に関する記述はそれに倣った。
7. ↑  静岡県小笠郡土方村は、佐束村と合併し、1955年に城東村が設置された。
8. ↑  遠江国城東郡嶺村は、向村と合併し、旧暦明治元年に嶺向村が設置された。
9. ↑  今日では「神社覈録」と表記するのが一般的であるが、教部省の『特選神名牒』では「神社覈錄」との表記を用いているため、原文ママとする。

## 関連人物
- 栗田土満
- 鈴鹿連胤
- 伴信友